# Pseudosphaeropterus
Pseudosphaeropterus är ett släkte av skalbaggar. Pseudosphaeropterus ingår i familjen vivlar.
Kladogram enligt Catalogue of Life:
| Pseudosphaeropterus | \| \| Pseudosphaeropterus laquens \| \| \| \| \| \| Pseudosphaeropterus simulans \| \| \| \| |
|                     | \| \| Pseudosphaeropterus laquens \| \| \| \| \| \| Pseudosphaeropterus simulans \| \| \| \| |
|                     | Pseudosphaeropterus laquens                                                                  |
|                     |                                                                                              |
|                     | Pseudosphaeropterus simulans                                                                 |
|                     |                                                                                              |